# Butt-Head
Butt-Head es personaje ficticio de la serie animada Beavis and Butt-Head. Es su creador, Mike Judge quien proporciona su voz. Judge recibió el nombre de Butt-Head en su época universitaria, cuando conoció a un par de estudiantes apodados "Iron-Butt" y "Butt-Head".
Comparado con su mejor amigo Beavis, Butt-Head parece más tranquilo, arrogante y un poco más inteligente y consciente de sí mismo; sin embargo, ignora las sutilezas, es semianalfabeto y, aun así, es significativamente más tonto que los demás personajes de la serie. A pesar de su falta de inteligencia e inmadurez, suele tener confianza en todo lo que dice y hace, sin importar lo ridículo o frívolo que sea. 
Dan Tobin, de The Boston Phoenix, describió a Butt-Head como "el cabecilla, el visionario astuto".
Butt-Head parece ser el más perezoso y cruel de los dos. Nunca parece reaccionar a las cosas a menos que le llamen la atención, en cuyo caso las describe como "genial". Beavis, por otro lado, siempre reacciona de alguna manera, aunque sus acciones, como era previsible, terminan con malos resultados.
Butt-Head tiene una sobremordida severa, usa aparatos dentales, cabello castaño y ojos bizcos. Suele exponer las encías superiores y habla con una voz nasal y profunda, con un ligero ceceo, puntuando repetidamente su discurso con su característica risa ("Ajá") y, sobre todo, con disfluencias antes de hablar ("Uhhh" o "Ehhhh"). Suele aparecer con una camiseta de AC/DC. En sus apariciones como merchandising, su camiseta muestra la palabra "Skull" para evitar problemas de licencia. En el episodio "Servicio de Residuos", se revela que el psiquiatra de la escuela ha diagnosticado a Butt-Head como sociópata. En la reedición de 2022, Butt-Head, en su versión adulta, tiene sobrepeso, se está quedando calvo y viste una chaqueta marrón y una camiseta blanca.
Debido a la falta de animación en la serie de televisión, la altura de Butt-Head varía, pero en la película "Beavis and Butt-Head Do America", que contó con una animación bastante mejorada de la serie, Butt-Head es consistentemente mucho más alto que Beavis a lo largo de toda la película.
Aunque Butt-Head es físicamente débil hasta el punto de no poder levantar una barra sin pesas (Buff n' Stuff), incluso con la ayuda de Beavis, parece ganar la mayoría de las peleas con él. Sin embargo, la pareja no fue débil en las dos primeras temporadas, donde logran dominar en diferentes ocasiones a Stewart, a un guardia de seguridad y a unos niños mexicanos jugando a la piñata.
Los padres de Butt-Head no aparecen, excepto en "Beavis and Butt-Head Do America". Su padre aparece como un exroadie de Mötley Crüe, con la voz de David Letterman (acreditado como Earl Hofert), y su madre en "This Book Sucks".
En Beavis and Butt-Head de Mike Judge, Beavis y Butt-Head aparecen en una línea temporal alternativa como adultos de mediana edad. Viven juntos en un apartamento. Butt-Head ahora es obeso, se está quedando calvo y tiene barba incipiente y vello visible en brazos y piernas. Ya no usa camiseta de AC/DC, ahora usa una camisa blanca con una chaqueta marrón de manga corta, además de pantalones cortos azules en lugar del rojo que usaba en su juventud. Ya no usa ortodoncia y tiene que usar una scooter de movilidad o un bastón para desplazarse. Vive de la prestación por discapacidad. Su relación con Beavis es prácticamente la misma que cuando eran adolescentes.

### Relación conBeavis
La serie parece mostrar a los dos protagonistas viviendo en la misma casa. La película "Beavis and Butt-Head Do America" ofrece un breve vistazo de cómo sus padres les cuentan a los chicos cómo sus madres quedaron embarazadas (ninguno de los dos grupos logró establecer la conexión entre su parentesco). Judge los llama "sus padres" en los comentarios del DVD.
En muchas ocasiones, Butt-Head es representado abusando de Beavis, generalmente abofeteándolo, golpeándolo o insultándolo. En varios episodios, Butt-Head no muestra ninguna preocupación por Beavis, ya sea que lo golpeen brutalmente (Teen Talk, Tired and Do America), lo abandonen (B&B vs the Vending Machine) o lo deporten a México (Vaya con Cornholio). El sentimiento parece ser mutuo, como se ve en "Water Safety", cuando Butt-Head casi se ahoga en una piscina y Beavis permanece indiferente ante su experiencia cercana a la muerte, y en "Choke", cuando Butt-Head se atraganta con un nugget de pollo y Beavis se toma su tiempo intentando ayudarlo como si no fuera nada grave. Beavis le dice al operador del 911: "En realidad no es mi amigo". Cuando Butt-Head se encuentra en una situación en la que podría necesitar la ayuda de Beavis, su reticencia a ayudarlo puede deberse a que no se da cuenta de que Butt-Head necesita ayuda. En "Choke", cuando Butt-Head intenta demostrar que se está ahogando, Beavis dice: "Odio este juego estúpido", como si Butt-Head estuviera jugando a las charadas. Cuando a Beavis le sangra la nariz (causada por el puñetazo de Butt-Head en la cara), Butt-Head intenta ayudarlo, lo que resulta en una hemorragia nasal. En "The Final Judgement of Beavis", después de que Beavis se desmayara al estrellarse contra una pared de la casa (imitando una maniobra de RoboCop en televisión), Butt-Head lo revive echándole un balde de agua fría.
Los dos personajes pasan casi todo el tiempo juntos, si no todo. Comparten la misma ocupación y suelen complementarse cuando uno emprende cualquier tipo de proyecto, especialmente si se trata de su sueño de toda la vida de ligar con chicas. Se puede inferir que, a pesar de su relación abusiva, siguen siendo mejores amigos, considerando sus actividades, residencia, intereses y simplemente por no tener otros amigos.

### Relación con otros personajes
Butt-Head desprecia especialmente a Stewart Stevenson, un compañero de escuela bajito y con sobrepeso que quiere ser amigo del dúo. Admira profundamente a Todd, un matón mayor que se aprovecha del dúo y los maltrata. Él y Beavis aspiran a ser parte de la pandilla de Todd, a veces sometiéndose a considerables abusos en vanos intentos de ser aceptados. Aunque muestra desdén por Daria (llamándola despectivamente "Diarrea"), Butt-Head parece respetar sus consejos. Generalmente es una espina en el costado tanto del dueño del Maxi Mart como de su vecino Tom Anderson. El dúo pasa mucho tiempo merodeando por el Maxi Mart y sus alrededores, molestando tanto al dueño como a los clientes (especialmente a las mujeres, con sus flojas frases para ligar). El Sr. Anderson los contrata continuamente para que hagan tareas domésticas y les pide favores, a pesar de los desastrosos resultados cada vez. No parece recordar quiénes son de un encuentro a otro, aparentemente debido a problemas de visión o senilidad. Se le ha visto hablando con otros estudiantes en clase, como con un adolescente con sobrepeso que les contaba sobre Jurassic Park, y parecía llevarse bien con él y escucharlo.
El Sr. Van Driessen es el único profesor de Highland High que ve potencial en el dúo e intenta acercarse a ellos y animarlos. Intenta varias veces enseñarles lecciones de vida, sin éxito. Por otro lado, el entrenador Buzzcut aprovecha cualquier oportunidad para avergonzarlos, exponiendo tanto su estupidez como su falta de hombría. Aunque comparte un odio mutuo por Buzzcut, al igual que Beavis, Butt-head también le ha mostrado algo de respeto, a diferencia de Van Driessen. El director McVicker no tiene ni idea de qué hacer con ellos, ya que prácticamente todos sus intentos de inculcarles disciplina fracasan estrepitosamente. Sin embargo, ha sabido explotar el miedo de Beavis y Butt-head a la expulsión y a ser obligados a asistir a Hope High School (una escuela con problemas de delincuencia) una vez en el episodio "No Laughing". La Sra. Dickey es una de las profesoras que menosprecia al dúo, especialmente cuando Butt-Head se ríe al mencionar espermatozoides en clase. El Sr. Herrera ha mostrado una aversión mutua por los chicos, especialmente cuando pronuncian mal su nombre y su incapacidad para hablar español correctamente en su clase. En "Be All You Can Be", Butt-Head afirma que el padre de Beavis estuvo en la Marina y le dijo al reclutador del Ejército que el padre de Beavis era "marinero", aunque esto podría haber sido una broma para permitir que Butt-Head usara la palabra "semen".
En Beavis and Butt-Head Do America, Beavis se reencuentra con su padre biológico, quien parece mostrar la misma obsesión piromaníaca que Beavis, además de un evidente parecido físico. Se dice que es un vagabundo y que fue roadie de la banda de rock Mötley Crüe. Sin embargo, ignoran la relación padre-hijo.